# 愛媛県道148号東予港三津屋線
愛媛県道148号東予港三津屋線（えひめけんどう148ごう とうよこうみつやせん）は、愛媛県西条市を通る一般県道である。

## 概要
- 総延長：1.7 km
  - 本線 1.2 km（西条市北条～西条市三津屋南）
  - バイパス 0.5 km（西条市三津屋南～西条市三津屋東）
- 起点：西条市北条
- 終点：西条市三津屋南（三津屋南交差点）

## 地理
通過する自治体
- 西条市

## 歴史
- 1972年（昭和47年）
  - 3月31日 - 愛媛県告示第304号により、本路線を整理番号200番として県道に認定される[1]。
  - 3月31日 - 愛媛県が愛媛県道148号東予港三津屋線として認定。

### 交差する道路
- 国道196号
- 愛媛県道48号壬生川丹原線

### 沿線にある施設など
- 東予港